# Dragoš Kalajić
Dragoš Kalajić (en serbe cyrillique : Драгош Калајић ; né le 22 février 1943 à Belgrade où il est mort le 22 juillet 2005) est un peintre, un journaliste, un écrivain et un homme politique serbe. Il a été membre du Sénat de la république serbe de Bosnie. Sur le plan pictural, il doit sa réputation à son art hyperréaliste.

## Biographie
Dragoš Kalajić est sorti diplômé de l'Académie des beaux-arts de Rome en 1965, après avoir reçu un prix décerné aux jeunes artistes en 1964. Il a également étudié à Milan, Bruxelles et Belgrade. En 1962, il a joué le rôle de Boba dans le film Čudna devojka (Une jeune fille étrange) de Jovan Živanović.
En organisant l'exposition Obnova slike (« Renaissance de la peinture »), il a permis de mettre en lumière la scène artistique yougoslave. Il a également organisé l'exposition Nova figuracija (« Nouvelle figuration ») au pavillon des arts Cvijeta Zuzorić du parc de Kalemegdan à Belgrade.
En plus de la peinture, Dragoš Kalajić a écrit de nombreux ouvrages, quelques romans et des études comme Mapa (anti)utopije (Carte de l'(anti)utopie, 1978), Smak sveta (La Fin du monde, 1980), Američko zlo (Le Mal américain, 1993), Izdana Evropa (Sortie de l'Europe) et Rusija ustaje (La Russie se lève, 1994). Il a préfacé, commenté et édité des ouvrages de philosophie, comme ceux de Plotin, de l'empereur Julien, de Denis de Rougemont, Nicolas Berdiaev, Léon Chestov et Otto Weininger, ou encore ceux d'écrivains comme Gustav Meyrink, Iouri Dombrovski ou Bal Gangadhar Tilak.
En tant que journaliste, il a contribué à nombreuses revues et à de nombreux journaux. Pendant des années, il a été le rédacteur en chef de Duga et correspondant de l'agence de presse Tanjug en Italie.
Dragoš Kalajić a été le directeur de la galerie « Progresove » (« Progrès ») de Belgrade et, en 1996, il est devenu membre du premier Sénat de la république serbe de Bosnie[réf. nécessaire].
Il est mort à Belgrade à l'âge de 62 ans des suites d'un cancer de la gorge le 22 juillet 2005 et son corps a été incinéré le 25 juillet.

## Principales expositions individuelles
- 1964 : Galleria L’Obelisco, Rome.
- 1965 : Galerie de l'Université Kolarac, Belgrade.
- 1967 : Galerie Maya, Bruxelles.
- 1967 : Galleria del Levante, Rome.
- 1967 : Galerie du Dom omladine, Belgrade.
- 1968 : Galerie d'art moderne, Zagreb.
- 1969 : Galleria La Sfera, Modène.
- 1970 : Galleria Vinciana, Milan.
- 1970 : Galleria ai Carbonesi, Bologne.
- 1970 : Galleria San Michele, Brescia.
- 1971 : Galleria la Sfera, Modène.
- 1972 : Galleria Vinciana, Milan.
- 1972 : Galleria San Michele, Brescia.
- 1973 : Salon du Musée d'art contemporain, Belgrade.
- 1979 : Galerie du Centre culturel de Belgrade.
- 1987 : Galerie Sebastian, Belgrade.
- 1993 : Galerie du Centre culturel Brankovo kolo, Sremski Karlovci.
- 2004 : Galleria Eleuteri, Rome.

## Ouvrages
Poésie et littérature
- 1968 : Krševina, poèmes, Slobodan Mašić, Belgrade.
- 1985 : Kodeks solarnog reda, Bata knjiga, Belgrade.
- 1989 : Kosmotvorac, roman de science-fiction, Beletra, Belgrade.
- 2001 : Poslednji Evropljani (Les derniers Européens), roman, Apostrof, Belgrade.
- 2005 : Srpska deca Carstva (Les Enfants serbes de l'Empire), roman, Knjiga–komerc, Belgrade.

Théorie et politique
- Uporište — rehabilitacija strukture integralnog čoveka, Delo (Nolit), Belgrade, 1971.
- Mapa (anti)utopije — ogled jedne morfologije krize kulture modernog Zapada (Carte de l'(anti)utopie - Aperçu sur une morphologie de la crise de la culture moderne de l'Occident), Zamak kulture, Vrnjačka Banja, 1978.
- Smak sveta (Fin du monde), Matica Hrvatska, Zagreb, 1979.
- From Leonardo to Picasso, Jugoslavija Eko, Belgrade, 1989, (en).
- Američko zlo (Le Mal américain), BIGZ, 1993.
- Srpsko dobro (Le Bien serbe), Istočnik, Novi Sad, 1994.
- Izdana Evropa (Sortie de l'Europe), Jugoslavijapublik, Belgrade, 1994.
- Rusija ustaje (La Russie se lève), Duga, Šamac, 1994.
- Третья мировая война (La Troisième Guerre mondiale), Антифашисткий центр российского опщенародного союза, Moscou, 1995, (ru).
- Američko zlo 2 (Le Mal américain, tome 2), IKP Nikola Pašić, Belgrade, 1998.
- Serbia, trincea d’Europa (Serbie, la Tranchée de l'Europe), Edizioni all’insegna del Veltro, Parme, 1999, (it).
- Evropska ideologija (Idéologie européenne), IKP Nikola Pašić, Belgrade, 2004.
- Rusija ustaje, réédition, IKP Nikola Pašić, Belgrade, 2005.